# Hasso von Manteuffel
Hasso-Eccard Freiherr von Manteuffel (Potsdam, 14 de enero de 1897 - Reith im Alpbachtal, Tirol austriaco, 24 de septiembre de 1978) fue un militar y político alemán que alcanzó el grado de general (General der Panzertruppe) durante la Segunda Guerra Mundial, en la que mandó las tropas blindadas de la Wehrmacht y fue condecorado con la Cruz de Caballero de la Cruz de Hierro con Hojas de Roble, Espadas y Diamantes. En la posguerra fue elegido diputado en el Bundestag, el parlamento alemán, siendo el portavoz del Freie Demokratische Partei, el partido liberal alemán. Fue partidario del rearme de Alemania y se le considera vinculado a la creación del nuevo nombre del ejército alemán, la Bundeswehr.

## Carrera militar
El Barón Hasso von Manteuffel nació en Potsdam, cerca de Berlín, el 14 de enero de 1897, en el seno de una familia de la aristocracia prusiana. En 1908 entró como cadete en una Escuela Militar.

### Primera Guerra Mundial
El 22 de febrero de 1916, en plena Primera Guerra Mundial, es destinado a una unidad del Ejército Imperial Alemán como alférez, concretamente a un regimiento de húsares. En abril de 1916, pasa a prestar servicios en el 5.º Escuadrón del 3.º Regimiento de Húsares de la 6.ª División de Infantería prusiana, destacado en el Frente Occidental. Resultó herido el 12 de octubre de 1916 en el curso de un combate en Francia y fue ascendido a teniente. Tras un período de convalecencia, regresó al servicio activo en febrero de 1917, siendo destinado al Estado Mayor de la División.

### Entreguerras
En noviembre de 1918, durante la Revolución de Noviembre, se le asignó a la vigilancia de un puente sobre el río Rin en Colonia, puente que debía permitir la retirada ordenada del Ejército alemán desde los frentes en Francia y Bélgica. Tras la firma del Armisticio del 11 de noviembre de 1918 que puso fin a la guerra y la disolución del Ejército Imperial alemán, se adhirió a uno de los varios Freikorps que florecían por Alemania, en enero de 1919. Cuando se proclamó la República de Weimar, Hasso von Manteuffel se integró en mayo de 1919 en la recién creada Reichswehr, más concretamente en el 25.º Regimiento de Caballería, con guarnición en Rathenow.
El 23 de junio de 1921, Hasso von Manteuffel contrajo matrimonio con Armgard von Kleist, una sobrina del general Ewald von Kleist, con la que tendría dos hijos. A principios de los años 1920, von Manteuffel se hallaba al mando de un pelotón del 3.º Regimiento Montado prusiano, pasando a ser más tarde capitán en el mismo Regimiento. El 1 de febrero de 1930, se puso al mando del pelotón técnico.
El 1 de octubre de 1932, fue transferido al 17.º Regimiento Montado bávaro, de guarnición en Bamberg, asumiendo allí el mando de un escuadrón. Dos años después, el 1 de octubre de 1934, fue nuevamente transferido, esta vez al Regimiento Montado Érfurt. El 15 de octubre de 1935, fue nombrado comandante en jefe del 2.º Batallón de Fusileros Motociclistas, una de las unidades componentes de la 2.ª División Panzer del general Heinz Guderian. Entre 1936 y 1937, estuvo destinado en el Estado Mayor de la misma división, como oficial instructor de táctica en la escuela de las tropas blindadas en Wünsdorf, cerca de Berlín. El 25 de febrero de 1937, pasó a ser asesor respecto del mando de las tropas acorazadas en el Oberkommando des Heeres (OKH). Poco antes de la Segunda Guerra Mundial, el 1 de febrero de 1939, fue nombrado profesor en la Escuela II de las Tropas Acorazadas en Berlín-Krampnitz, donde siguió destinado hasta 1941. Debido a este destino, Hasso von Manteuffel no se hallaba presente en las primeras campañas de la Wehrmacht, durante la invasión de Polonia en 1939 y la invasión de Francia en 1940.

### Segunda Guerra Mundial

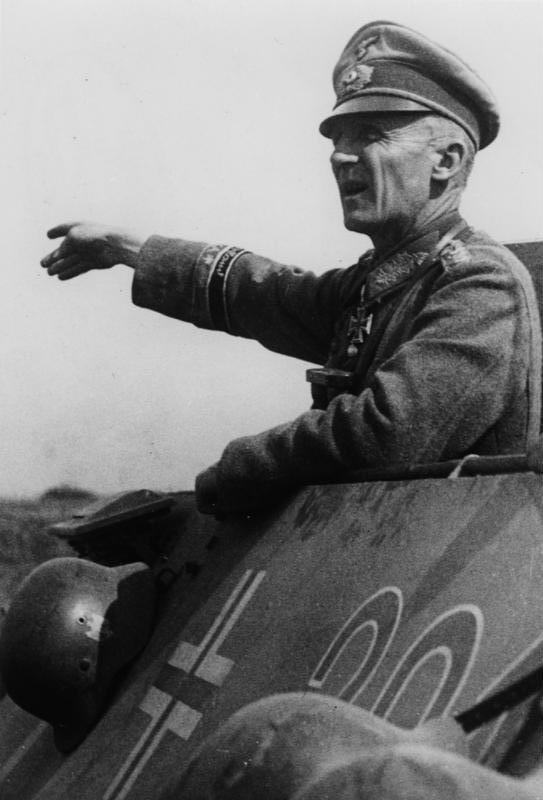
El General de Tropas Panzer (General der Panzertruppe) Hasso von Manteuffel en agosto de 1944.

El 1 de mayo de 1941, no obstante, se le destinó para tomar el mando del I Batallón del 7.º Regimiento de Fusileros de la 7.ª División Panzer. Con esta unidad entró en combate, a las órdenes del general Hermann Hoth quien se hallaba al mando del 3.º Grupo Panzer durante la Operación Barbarroja, la invasión de la Unión Soviética. Su jefe resultó muerto en combate, y von Manteuffel tomó el mando del 6.º Regimiento de Fusileros de la 7.ª División Panzer.
En mayo de 1942, tras unos intensos combates en las cercanías de Moscú (la batalla de Moscú) en el invierno 1941-1942, la 7.ª División Panzer fue enviada a Francia para su reorganización. El 15 de julio de 1942, mientras la División recuperaba sus fuerzas en la Francia ocupada, Hasso von Manteuffel fue nombrado comandante en jefe de la 7.ª Brigada de Granaderos de la 7.ª División Panzer.
A principios de 1943, von Manteuffel fue enviado al norte de África donde, a partir del 5 de febrero, se convirtió en comandante de la División Von Manteuffel, a las órdenes de Hans-Jürgen von Arnim, quien mandaba el V Ejército Panzer, siendo a su vez un subordinado de Erwin Rommel. Manteuffel participó en operaciones defensivas en los combates de la campaña de Túnez, en las que condujo de forma eficaz los contraataques, logrando gracias a ello frenar las ambiciones inglesas de finalizar rápidamente la campaña. El 31 de marzo, cayó víctima de un cuadro de agotamiento, por lo que fue evacuado a Alemania. El 1 de mayo de 1943, mientras se hallaba todavía en recuperación, fue ascendido a mayor general, debido a los servicios prestados en África.
Una vez recuperado, fue nombrado nuevo jefe de la 7.ª División Panzer, el 22 de agosto de 1943, regresando así de nuevo al Frente Oriental, frente en el que la situación militar se había degradado rápidamente en detrimento del Tercer Reich. La batalla de Kursk y los constantes contraataques del Ejército Rojo habían minado la moral de los alemanes. A pesar de una herida recibida en la espalda por el ataque de un avión ruso el 26 de agosto de 1943, von Manteuffel se mantuvo en su puesto, prosiguiendo la lucha en Ucrania. Tras encarnizados combates en Járkov, Bélgorod y en las cercanías del río Dniéper, logró detener el avance del Ejército Rojo. En el mes de noviembre, consiguió apoderararse de Yitomir, salvando de este modo a la 8.ª División Panzer, que estaba amenazada de cerco al norte de la ciudad.
Este éxito le valió ser nombrado nuevo comandante de la división de elite de los granaderos blindados alemanes, la Großdeutschland, el 1 de febrero de 1944. Al mando de esta División, dio inicio a una larga serie de combates defensivos al oeste de Kirovogrado, pero tuvo que abrirse camino a través de Ucrania, reorganizando la División en Rumania a finales de marzo de 1944. Retomó las operaciones defensivas hasta junio, esta vez al norte de Rumania, pero los hombres de la Großdeutschland ya empezaban a mostrar serios síntomas de debilitamiento. La unidad fue, pues, mantenida en reserva hasta finales de julio, momento en el que se le ordenó trasladarse hacia la Prusia Oriental, que peligraba ante el avance del Ejército Rojo, que había aplastado al Grupo de Ejércitos Centro con la Operación Bagration. Von Manteuffel lanzó un costoso contraataque en Lituania, aunque finalmente puede considerarse que tuvo éxito al permitir la estabilización del frente. No obstante, esta operación de estabilización no logró la salvación del Grupo de Ejércitos Norte, que quedó aislado en Curlandia tras la derrota sufrida por el Grupo de Ejércitos Centro.
El 1 de septiembre de 1944, fue ascendido a general de las tropas acorazadas, asumiendo además el mando del V Ejército Panzer en el Frente de Europa Occidental. Se enfrentó con el III Ejército estadounidense de George S. Patton en la Lorena, pero su unidad fue retirada del frente para ser mantenida en la reserva en espera de la batalla de las Ardenas. Aunque su unidad estaba destinada tan sólo a un papel de apoyo, el 5.º Ejército Panzer que mandaba von Manteuffel logró efectuar una de las penetraciones de mayor profundidad en el dispositivo de los Aliados durante esta ofensiva, consiguiendo casi alcanzar el río Mosa. Esta operación incluyó especialmente la batalla de Bastoña.
El 10 de marzo de 1945, von Manteuffel se convirtió en comandante del III Ejército Panzer, nuevamente en el Frente Oriental. Sus órdenes eran las de defender las orillas del río Óder, al norte de Seelower Höhen, para así impedir al Ejército Rojo que penetrase en Pomerania y atacase Berlín. Pero el general Konstantin Rokossovsky logró finalmente el completo aplastamiento de la Wehrmacht durante la batalla de Berlín. El 25 de abril de 1945, el II Frente Bielorruso atravesó las líneas del 3.º Ejército Panzer cerca de Szczecin, atravesando los pantanos de Randow. Manteuffel tomó la decisión de intentar rendirse a los Aliados occidentales mejor que al Ejército Rojo, con lo que inició una retirada hacia Mecklemburgo, donde finalmente sus tropas capitularon ante los Aliados occidentales el 3 de mayo de 1945, evitando de ese modo convertirse en prisioneros de guerra en la Unión Soviética.

## La posguerra
Hasso von Manteuffel pasó a ser prisionero de guerra en un campo de prisioneros aliado hasta septiembre de 1947. Tras su liberación, emprendió una carrera política en el seno del Partido Democrático Liberal (FDP), siendo diputado en el Bundestag entre 1953 y 1957. Fue invitado a Estados Unidos, donde visitó el Pentágono, siendo recibido en la Casa Blanca por el presidente de los Estados Unidos Dwight D. Eisenhower, contra quien había combatido en 1944. En 1968 impartió conferencias en la Academia Militar de West Point, ejerciendo además como consultor militar en estudios cinematográficos.
Falleció en Austria, en la localidad de Reith im Alpbachtal, en el Tirol, el 24 de septiembre de 1978.

## Grados
| Grado                               | Fecha                   |
| ----------------------------------- | ----------------------- |
| Abanderado                          | 22 de febrero de 1916   |
| Teniente                            | 28 de abril de 1916     |
| Teniente primero                    | 1 de abril de 1925      |
| Rittmeister (equivalente a capitán) | 1 de abril de 1934      |
| Mayor                               | 1 de octubre de 1936    |
| Teniente coronel                    | 1 de abril de 1939      |
| Coronel                             | 1 de octubre de 1941    |
| Mayor general                       | 1 de mayo de 1943       |
| Teniente general                    | 1 de febrero de 1944    |
| General de Panzers                  | 1 de septiembre de 1944 |

## Condecoraciones
- Cruz de Hierro 2.ª Clase 1914 (Eisernes Kreuz 1914, 2. Klasse) – 13 de octubre de 1916.
- Cruz de Hierro 1.ª Clase 1914 (Eisernes Kreuz 1914 1. Klasse) – 2 de mayo de 1917
- Cruz al Mérito Militar de Austria de 3.ª Clase (Österreichisches Militärverdienstkreuz, 3. Klasse)
- Cruz al Mérito Militar de Baviera 3.ª Clase (Bayerisches Militärverdienstkreuz 3. Klasse).
- Cruz al Mérito de Guerra de Brunswick de 2.ª Clase (Braunschweig Kriegsverdienstkreuz, 2. Klasse).
- Cruz al Mérito de Guerra de Brunswick de 1.ª Clase (Braunschweig Kriegsverdienstkreuz, 1. Klasse).
- Placa de herido 1914 de bronce (Verwundetenabzeichen in Bronze 1914).
- Cruz de Honor de Combatiente del Frente 1914-1918 (Ehrenkreuz für Frontkämpfer 1914-1918) – 1934.
- Insignia Nacional Deportiva Alemana en oro (DRL Sportabzeichen in Gold) – 1939.
- Placa de herido 1939 de plata (Verwundetenabzeichen in Silber 1939).
- Broche de la Cruz de Hierro 1939 de 2.ª Clase (1939 Spange zum Eisernen Kreuzes 2. Klasse 1914) – 22 Jun 1941.
- Broche de la Cruz de Hierro 1939 de 1.ª Clase (1939 Spange zum Eisernen Kreuzes 1. Klasse 1914) – 01 Ago 1941.
- Cruz al Mérito de Guerra de 2.ª Clase (Kriegsverdienstkreuz 2.Klasse).
- Cruz al Mérito de Guerra de 1.ª Clase (Kriegsverdienstkreuz 1.Klasse) – 01 Ago 1941.
- Placa de Tanque de Guerra sin número (Panzerkampfabzeichen ohne zahlen) – 02 Set 1941.
- Cruz de Caballeros de la Cruz de Hierro (Ritterkreuz des Eisernen Kreuzes) – 31 Dic 1941.
- Hojas de Robles para la RK N.º 332 (Ritterkreuz des Eisernen Kreuzes mit Eichenlaub Nr. 332) – 23 Nov 1943.
- Medalla de la Campaña del Frente Oriental (Medaille "Winterschlacht im Osten 1941/42").
- Puño de manga “África“ (Ärmelband “Afrika“) – 1943.
- Insignia de Honor en oro de las Hitlerjugend (Goldene Hitler-Jugend-Abzeichen).
- Orden de Miguel el Valiente 3.ª Clase, Rumania (Ordinul Mihai Viteazul Clasa 3) – 30 de mayo de 1944.
- Espadas para la RK N.º 22 (Ritterkreuz des Eisernen Kreuzes mit Eichenlaub und Schwerten) – 22 de diciembre de 1944.
- Mencionado 4 veces en el Informe de las Fuerzas Armadas (Namentliche Nennung im Wehrmachtbericht) – 8 de octubre de 1943; 16 de noviembre de 1943; 14 de marzo de 1944 y 8 de mayo de 1944.
- Medalla de Servicios de las Fuerzas Armadas de 4.ª Clase 4 años (Wehrmacht-Dienstauszeichnung 4. Klasse, 4 Jahre).
- Medalla de Servicios de las Fuerzas Armadas de 3.ª Clase 12 años (Wehrmacht-Dienstauszeichnung 3. Klasse, 12 Jahre).
- Cruz de Servicios de las Fuerzas Armadas de 2.ª Clase 18 años (Wehrmacht-Dienstauszeichnung 2. Klasse, 18 Jahre).
- Cruz de Servicios de las Fuerzas Armadas de 1.ª Clase 25 años (Wehrmacht-Dienstauszeichnung 1. Klasse, 25 Jahre).
- Insignia de equitación alemana en oro (Deutsches Reiterabzeichen in Gold)
- Hojas de Roble y Espadas con Diamantes N.º 13 (Ritterkreuz des Eisernen Kreuzes mit Eichenlaub, Schwertern und Brillanten) – 18 Feb 1945,